# 銀座母娘殺し事件
銀座母娘殺し事件（ぎんざおやこころしじけん）とは、1956年（昭和31年）1月18日に日本の東京都中央区銀座で発生した強盗殺人事件。

## 事件の概要
1956年1月18日午後1時頃、東京・銀座の第二東京弁護士会副会長磯部常治（当時61歳。帝銀事件で平沢貞通の弁護人を担当）の自宅で妻（当時52歳）の絞殺体と大学4年生の次女（当時22歳）の刺殺体を帰宅した三女が発見し警察に急報した。
築地署員が駆けつけ捜査を開始したところ、同家は1階から3階にかけて物色された痕で荒らされており妻はネクタイで絞殺されており、階下にいた次女は鋭利な刃物で胸や肩など8か所にわたり刺されており、現金、六法全書、衣類などが盗み出されていることから怨恨ではなく金目当ての強盗とみて付近の聞き込み捜査を始めた。
その2日後の1月20日に窃盗などで前科2犯の男A（当時27歳）が逃亡先の名古屋で警察に自首し現行犯逮捕された。

## 事件の動機
Aは中華飯店で知り合った女性と結婚しようと考えた。だが、自分の給料では結婚など出来ず、以前出前に行った副会長宅への強盗を計画した。犯行当日、表玄関から侵入したところ副会長に発見されたが、何とかごまかし、副会長は、葬儀に出かけるところだったので、改めて来るようにとAに伝えて外出した。
その後、Aは副会長宅に戻り2階にいた妻をネクタイで絞殺し、金品を盗みだして玄関から出ようとしたところにちょうど帰宅した次女と鉢合わせ。このためBは台所にあった包丁で次女を刺し殺した。
Aは犯行後の良心の呵責に耐えかね警察に自首した。

## 事件の影響
この事件で妻子を失った磯部は、「自分自身が犯罪被害者となったが、私は死刑廃止を支持する。囚人にも親や兄弟がいる。」と発言し、死刑廃止を堅持した。

## 判決
1956年（昭和31年）3月3日に東京地方裁判所（安村裁判長係）で、強盗殺人罪と別件の詐欺罪に問われた被告人Aの初公判が事件発生から46日ぶりに開かれ、磯部は証人として出廷、同じ弁護士会の大竹武七郎が国選弁護人を担当した。第2回公判は同月29日に開かれた。
同年5月22日の公判で論告求刑が行われ、検事の竹内はAに死刑を求刑、Aも自ら死刑を望む旨を述べた一方、弁護人の大竹は事件については全く弁解の余地はないとしながらも自首を認定するよう求めた。判決は6月21日に予定されていたが、同日の公判で安村はAが犯行時、精神に異常があったかどうか調べたいとして、職権で総武病院院長・竹山恒寿に精神鑑定を依頼した。同年11月20日、東京地裁はAに死刑を言い渡した。Aは控訴せず、同年12月5日に死刑が確定し、1960年7月17日に宮城刑務所で死刑が執行された。当時、最高裁や高裁まで上訴せず第一審の判決だけで死刑が確定することは異例とされた。